# Denny Carmassi
Denny Carmassi (San Francisco, California, 30 de abril de 1947) es un músico estadounidense, reconocido por haber colaborado como baterista en agrupaciones como Montrose, Heart, Whitesnake y Foreigner.

## Biografía
Carmassi fue miembro de la agrupación de hard rock Montrose. Igualmente participó en algunos álbumes como solista de Sammy Hagar y en la banda Gamma. Tocó con Heart, Coverdale-Page, Whitesnake y David Coverdale, y registró colaboraciones con Randy Meisner, Kim Carnes, Al Stewart, Joe Walsh, 38 Special, Cinderella, Randy Newman, Foreigner, entre otros.

## Discografía seleccionada
- Montrose - Montrose (1973)
- Montrose - Paper Money (1974)
- Montrose - Warner Brothers Presents... Montrose! (1975)
- Montrose - Jump On It (1976)
- Sammy Hagar - Musical Chairs (1977)
- Sammy Hagar - All Night Long (1978)
- St. Paradise - St. Paradise (1979)
- Gamma - Gamma 1 (1979)
- Gamma - Gamma 2 (1980)
- Gamma - Gamma 3 (1982)
- Heart - Passionworks (1983)
- Kim Carnes - Café Racers (1983)
- Heart - Heart (1985)
- Stevie Nicks - Rock a Little (1985)
- 38 Special - Strength in Numbers (1986)
- Heart - Bad Animals (1987)
- Cinderella - Long Cold Winter (1988)
- Heart - Brigade (1990)
- Heart - Rock the House Live! (1991)
- Heart - Desire Walks On (1993)
- Randy Newman - Faust (1995)
- Ted Nugent - Spirit of the Wild (1995)
- Sammy Hagar - Marching To Mars (1997)
- Whitesnake - Restless Heart (1997)
- David Coverdale - Into the Light (2000)
- Trip to Heaven - 707 (2000)
- Gamma - Gamma 4 (2000)